# 莫萨赫圣马丁广场站
莫萨赫圣马丁广场站（德語：U-Bahnhof Moosacher St.-Martins-Platz）是一座慕尼黑地铁3号线位于莫萨赫的一座车站。